# 阿林炒飯
阿林炒飯是香港的一款炒飯，由名廚楊貫一的徒弟林永春首創，並與阿林炒翅和阿林炒燕窩並列為「阿林三炒」。阿林炒飯以砂鍋來炒，不會沾上鑊焦味，每粒飯也被蛋漿包住，令米飯外脆內軟。而選料包括江珧、元貝、蟹肉、金華火腿粒，還有上湯鮑魚汁、陳年老抽和火腿汁。上湯是炒飯的靈魂所在，以老雞、金華火腿和瘦豬肉濃縮而成。而炒飯經多次改良後，還有一個秘方，便是陳年花雕酒，以增加炒飯的香味，把鮮味提升。